# Нежилово
 Нежилово — деревня в Ивановском районе Ивановской области. Входит в состав Богданихского сельского поселения.

## География
Находится в центральной части Ивановской области на расстоянии приблизительно 14 км на юго-восток по прямой от вокзала станции Иваново.

## История
Появилась на карте еще 1808 года. В 1859 году здесь (тогда деревня Шуйского уезда Владимирской губернии) было учтено 6 дворов, в 1902 — 8.

## Население
Постоянное население составляло 36 человек (1859 год), 35 (1902), 8 в 2002 году (русские 100 %), 12 в 2010.